# Stade Maurice-Postaire
Le stade Maurice-Postaire est le stade principal de Cherbourg-en-Cotentin (Manche). Il s'agit d'un stade municipal dont la capacité actuelle est de 7 000 places, dont 1 100 sont couvertes en deux tribunes.

## Historique
La mairie de Cherbourg décide de construire en 1931 un stade municipal sur les terrains de l'ancien jardin botanique  acquis en mars 1931. Il est prévu pour ouvrir lors de la saison 1933-1934. La ville reçoit une dotation de 80 000 francs du sous-secrétariat à l'Éducation physique pour la construction du stade. Mais la mairie laisse traîner le projet et les sportifs cherbourgeois s'en émeuvent. La première tranche de travaux - qui ne comprend pas les tribunes - est adjugée le 22 décembre 1932 pour un coût de 13 448 250 francs. Ils démarrent en février 1933 sur les plans de l'architecte municipal René Drancey. La construction est confiée à l'entreprise Mercier de Caen. Les travaux sont finis fin septembre 1934 pour le début de la saison 1934-1935. Les tribunes sont ouvertes au public lors du match Stella de Cherbourg - FC Dieppe du 14 octobre 1934.
Le premier match de football s'y déroule le 26 août 1934 entre la Stella de Cherbourg et une sélection maritime devant 300 spectateurs.
L'équipe première de l'AS Cherbourg (football) s'y produit depuis 1945, date de création du club.
Il s'est d'abord appelé Stade des sports, puis Stade municipal et enfin Stade Maurice-Postaire, célébrant ainsi la mémoire d'un homme politique local, ancien adjoint aux sports, très populaire de son vivant, tué en mission dans un accident automobile.

## Utilisation
Il est principalement consacré au football. Mais il dispose aussi d'une piste d'athlétisme extérieure et d'une piste couverte. Trois courts de tennis en terre battue et deux gymnases omnisports (notamment utilisés par l'AS Cherbourg Basket) complètent les installations. La première utilisation des terrains de tennis remontent au 13 mai 1934 pour le compte du critérium de Basse-Normandie. La finale de cette compétition s'y déroule le 22 juillet 1934.